# ホロアル

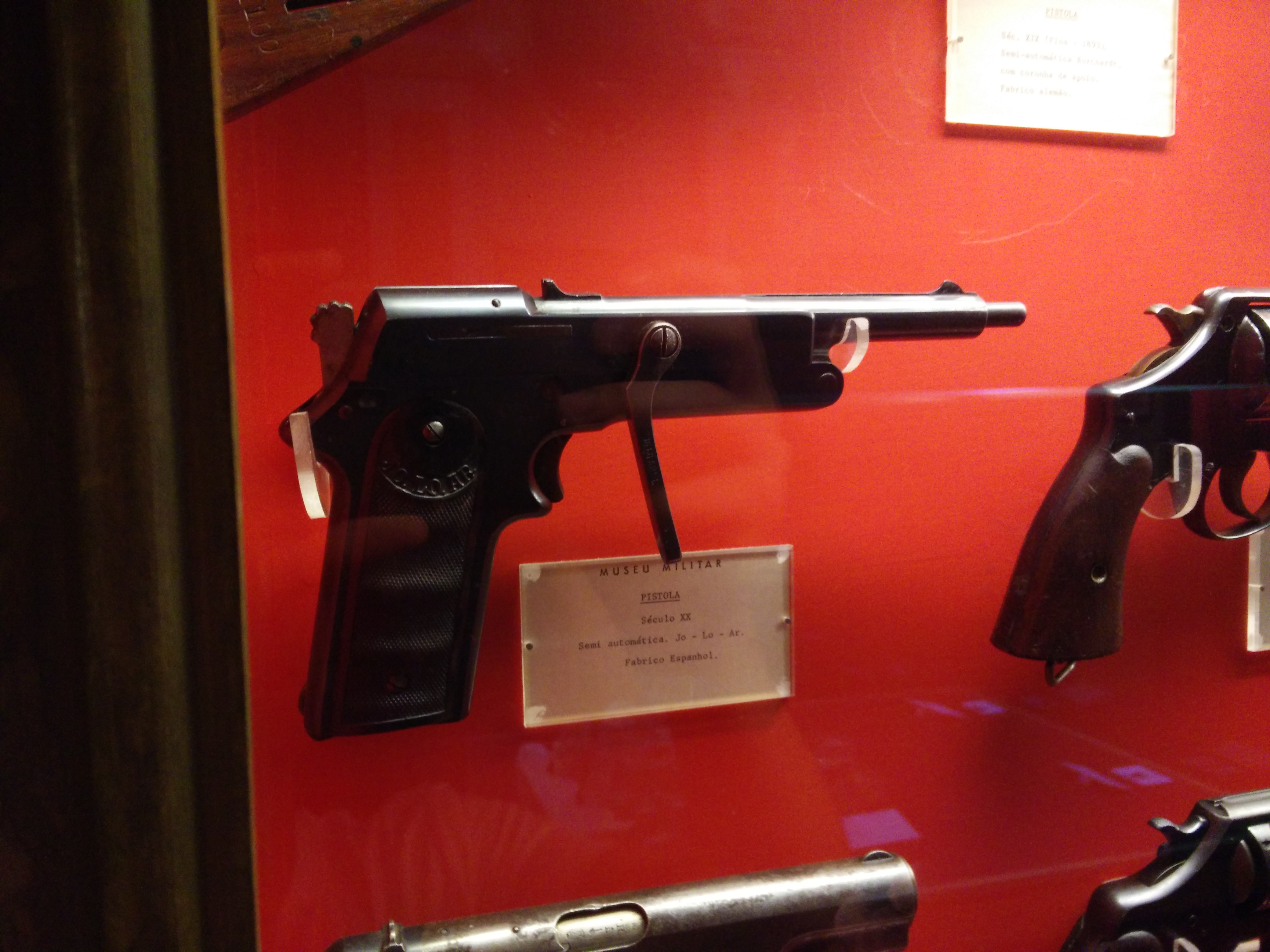
ホロアル。レバーは下方向に展開されている

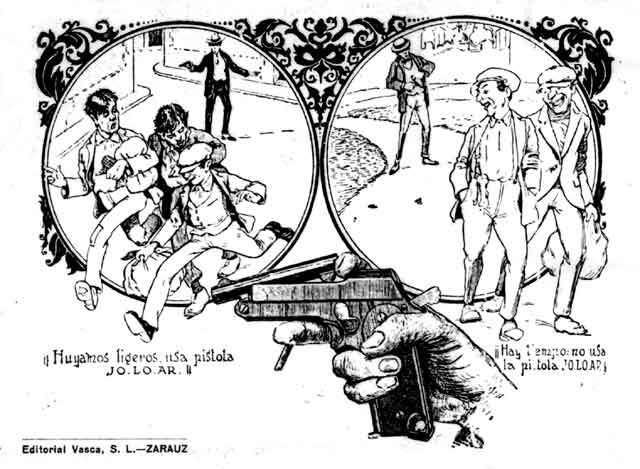
ホロアルの宣伝広告。一般的な拳銃の所持者（右）はスライドの操作に手間取り、強盗らは笑いながら悠々と立ち去ろうとしている。一方、ホロアルの所持者（左）は片手で銃を抜いて素早くコッキングを行い、強盗を追い払っている。

ホロアル（スペイン語: JO.LO.AR.）は、1920年代にスペインで開発された拳銃である。製品名は開発者ホセ・ロペス・デ・アルナイス（Jose Lopez de Arnaiz）に由来する。エイバル型拳銃（ルビー・ピストル）から派生した製品で、チップアップバレルや片手操作用のコッキングレバーといったユニークな特徴を備えていた。

## 歴史
バスク地方北部は、歴史的に金属加工品の製造で知られてきた地域である。20世紀初頭には、小規模な銃火器メーカーが多数この地域に存在していた。これらのメーカーは、当時の特許法の抜け穴を利用し、様々な外国製火器のコピー生産を行っていた。
ルビー・ピストルは、元々はエイバルのガビロンド・イ・ウレスティ社が特許法で保護されていなかったコルトM1903およびFN M1903（異なる拳銃だが、共通した内部構造を備える）をコピー/改良した製品である。第一次世界大戦中、ルビーはフランス軍によって制式拳銃として採用されたものの、社員が10人に満たない小規模業者のウレスティ社単独では数万丁の需要を満たすことは到底できず、エイバルに拠点のあった別の銃器メーカーにも協力を求めた。しかし以後も膨らみ続けた需要はこれらのメーカーの生産力を大きく上回り続け、やがてウレスティ社とは無関係の小規模銃器メーカーもこれを好機と見て独自にコルト/FN M1903をコピーした類似製品の製造販売に着手するようになった。これら雑多なコピー拳銃は、ルビー型あるいはエイバル型と総称された。少なくとも45社がエイバル型拳銃を設計し、1920年までに全モデル合わせておよそ100万丁が製造されたと言われている。

### シャープシューター
イホス・デ・カリクスト・アリサバラガ社（Hijos de Calixto Arrizabalaga）は、第一次世界大戦中にエイバル型拳銃の生産を行ったメーカーの1つである。最初に発表された社名と同じアリサバラガという名のモデルは、特にユニークな点のないエイバル型拳銃であった。そのほか、1919年に発表されたカンペオン（Campeon）は、.25ACP弾（6.35mm）仕様と.32ACP弾（7.65mm）仕様の2種類があった。恐らくは見栄えを良くするためにスライド側面の一部が削られているものの、やはりそれ以外に大きな特徴はない。カンペオンは後にテリブル（Terrible）という製品名でも販売されている。
ホロアルの前身となるシャープシューター（Sharpshooter）は、アリサバラガ社が1917年に特許（第68027号）を取得し、1918年に発表した。他のエイバル型拳銃と一線を画す特徴として、チップアップバレルが採用された点が挙げられる。スライド前方は大きく開放され、銃身の上部は露出している。銃身は銃口側がピンで固定されており、左側面のレバーを上に動かすと銃尾側のストッパーが外れ、ピンを支点としてバネの力で持ち上がる。この状態で薬室に直接弾を込め、銃身を下ろしてストッパーに固定した後、ハンマーを起こすと射撃可能になる。抽筒子は備えておらず、排莢は薬室に残るガスの圧力にのみ依存して行われる。射撃後、安全のため薬室を空にしなければならない場合、未発射の弾薬は銃身を起こして直接取り除くことになる。射撃時にスライドを操作することは想定されておらず、セレーションは設けられていない。6.35mm弾仕様、7.65mm弾仕様、.380ACP弾（9mmショート弾）仕様の3種類があった。後にフランスで設計されたル・フランセズ・ピストルは、シャープシューターと非常によく似た構造を備えていた。しかし、シャープシューターも売上は芳しいものではなかった。1919年、シャープシューターに抽筒子を追加する改良が考案された。

### アルナイスによる改良
シングルアクション式自動拳銃を即座に射撃を行えるようにしたい場合、常に薬室に弾薬を込めて安全とは言い難い状態で携行しなければならない。一方、薬室を空にして携行していれば、銃を抜いてから両手操作でスライドを操作する手間が加わることになる。ドイツのリグノゼ・アインハントなど、これを解決するために片手操作を行えるようにした拳銃は何度か開発が試みられており、ホロアルもそのうちの1つであった。
1924年、ホセ・ロペス・デ・アルナイスが同年に取得した特許（第70235号）に基づく改良がシャープシューターに加えられた。この新しいモデル、すなわちホロアルは、アルナイスの特許に基づいて設計されたコッキングレバーがスライドの右側面に追加されている。このレバーは引き金の少し前にあり、片手だけでスライドを操作することを可能にしている。また、レバーを操作しやすくするため、トリガーガードは除去された。真偽は定かではないものの、アルナイスは隻腕のスペイン外人部隊司令官ホセ・ミラン＝アストレイ大佐に触発され、片手で射撃が行える拳銃を設計したとも言われている。そのほか、元の銃身に差し込むことで容易に訓練用の小口径弾（4mm M20弾）を射撃できるようにする小口径用銃身も用意されていた。これを使用する場合、射撃後の薬莢は付属の真鍮棒を用いて取り除く。
アリサバラガ社は、アルナイスのアイデアがシャープシューターの売上の改善に繋がることを期待していた。口径は6.35mm弾、7.65mm弾、9mmショート弾、9x23mmラルゴ弾、.45ACP弾の5種類が確認されている。シャープシューターでも.45ACP弾仕様のモデルは設計されていたものの、銃身破裂が相次いだためにラインナップからは削除されていた。.45ACP仕様のホロアルが製造されるようになるのは、高品質な鋼材が用いられるようになり強度問題が解決した生産後期に入ってからのことである。9mmラルゴ弾仕様と.45ACP弾仕様は、長銃身を備える大型モデルである。小型モデルではスライド上の溝と銃身先のフロントサイトで照準を行うが、大型モデルでは銃身後部に独立したリアサイトが溶接されている。コッキングレバーを除けば、ホロアルの設計は他のエイバル型拳銃と同様、典型的なシングルアクション/ブローバック式自動拳銃である。薬室を空にして携行することを想定しており、反発ハンマー（rebounding hammer）以外の安全装置は設けられていない。
アルナイスはこの特許をアリサバラガ社に渡すことを望まなかった。そのため、アルナイスの立ち上げた小規模メーカーがまず半完成状態の拳銃をアリサバラガ社から仕入れ、これにレバーの取り付けなどの作業を行った後、改めてホロアルとして出荷するという形が取られた。マニュアルには製造元としてホロアル火器・装置工場（Fabrica de Armas y Dispositivos JO.LO.AR）という社名のみ記載されている。1930年、アルナイスとアリサバラガ社の契約が終了した。アルナイスは他社との契約を求めて入札募集を行ったものの、どの企業も参加しなかった。その後、大手メーカーのエスタラ・ボニファシオ・エチェベリア（STAR）社にコッキングレバーを同社の拳銃に取り付けて販売しないかと打診したところ、STAR社は投資と事業の財務リスクをアルナイスが引き受けることを合意の条件とした。結局アルナイスとSTAR社は合意に至らず、ホロアルは引き続きアリサバラガ社によって製造された。
ホロアルはアリサバラガ社のほかOjanguren & Vidosa社（O&V）でも販売された。1920年代中頃から市場に流通し始めた。1936年、スペイン内戦勃発の影響でアリサバラガ社が廃業し、生産は終了した。関連する文書が現存せず、正確にはわからないものの、総生産数は30,000丁程度と言われており、シャープシューターよりも多かった。なお、アルナイスの作業場に残されていた在庫の一部は共和派によって接収された。作業場は後に焼失した。

### 軍用銃として
ホロアルは主に民生用のポケットピストルとして販売されていたが、アリサバラガ社は軍用拳銃としての売り込みを図り、とりわけ9mmラルゴ弾仕様のモデルに期待を寄せていた。ただし、スペインでは試験の後に採用が見送られた。
1931年、フランスで9mmショート弾仕様のモデルが軍用拳銃としての審査を受けた。コッキングレバーや小口径用銃身は優れた設計と認められた一方、試験中に故障が相次いだことで最終的な評価は振るわなかった。
ホロアルを唯一公的に採用した組織は、ペルーのグアルディア・シビルに属する騎馬警察隊である。下士官兵向けに9mmラルゴ弾仕様が、士官向けに9mmショート弾仕様が調達された。馬の手綱を握っていなくてはならない騎馬警官にとって、片手で操作できるという特徴は非常に好ましいものだった。後年にコレクター市場で流通したのは、ほとんどがペルーから放出された9mmラルゴ弾仕様のモデルであった。
スペイン内戦中、共和派が何丁のホロアルを接収したのかは不明だが、ホロアルを手にする共和派兵士を捉えた写真が何枚か残されている。
そのほか、ポルトガルも少数を購入した。